# Soum de Ramond
O Soum de Ramond ou Pico Añisclo (na língua aragonesa: Pico Anyisclo), é uma montanha dos Pirenéus. Fica no maciço do Monte Perdido, na província de Huesca e atinge 3263 m de altitude.
Recebeu o seu nome a partir do político, geólogo e botânico francês Louis Ramond de Carbonnières, e é uma das três montanhas que compõem "Las Tres Sorores", com o Monte Perdido (3355 m) e o Cilindro de Marboré (3328 m).